# Hjalmar Schacht

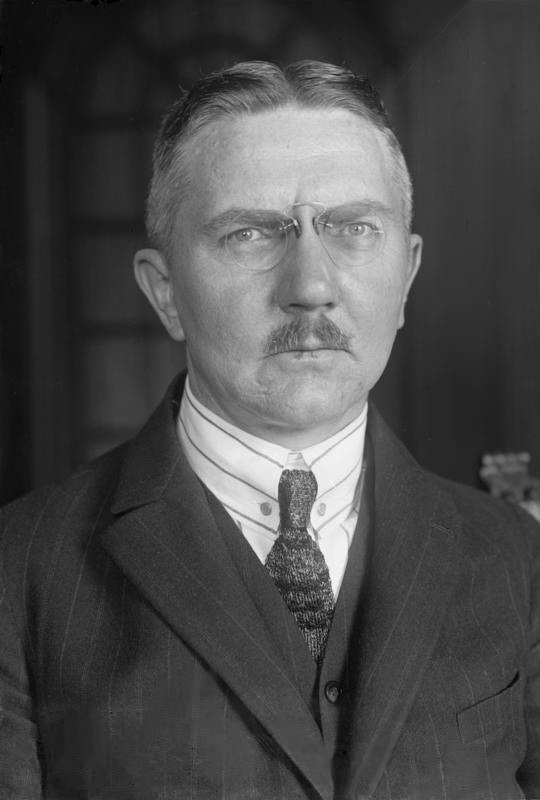
Hjalmar Schacht (1931)

Horace Greeley Hjalmar Schacht (* 22. Januar 1877 in Tingleff, Nordschleswig; † 3. Juni 1970 in München) war ein deutscher Bankier und Politiker, zunächst Mitglied der DDP, zwischenzeitlich parteilos, später Mitglied der NSDAP. Er war von 1923 bis 1930 und von März 1933 bis Januar 1939 Reichsbankpräsident sowie von 1934 bis 1937 Reichswirtschaftsminister. Später fiel er beim NS-Regime in Ungnade und wurde wegen Kontakt zum Widerstand gegen den Nationalsozialismus in ein Konzentrationslager deportiert.
Schacht gehörte zu den 24 im Nürnberger Prozess gegen die Hauptkriegsverbrecher vor dem Internationalen Militärgerichtshof angeklagten Führungspersonen des Regimes. Er wurde am 1. Oktober 1946 in allen Anklagepunkten freigesprochen.

## Leben

### Familie, Ausbildung und Sonstiges
Schacht war Sohn des deutschen Kaufmanns William Leonhard Ludwig Maximillian Schacht und dessen dänischer Ehefrau, Baronin Constanze Justine Sophie von Eggers. Ein Urgroßvater mütterlicherseits war der dänisch-holsteinische Beamte Christian von Eggers. Schacht erhielt seine ersten beiden Vornamen zu Ehren des wenige Jahre zuvor verstorbenen amerikanischen Politikers und Verlegers Horace Greeley. Hjalmar ist ein skandinavischer Name. Schacht kam aus einer verhältnismäßig armen Familie. Die Eltern gaben ihr letztes Geld, damit Schacht und seine zwei Brüder (ein Bruder war der Arzt Eddy Schacht (1872–1952), der 1946 Oberbürgermeister von Baden-Baden war) auf die Gelehrtenschule des Johanneums in Hamburg gehen konnten, an der Schacht 1895 das Abitur ablegte. Als das elterliche Einkommen sich besserte, konnte Schacht sich zum Studium der Medizin an der Christian-Albrechts-Universität zu Kiel einschreiben. Er wechselte im zweiten Semester zur Germanistik. Im dritten Semester – nunmehr an der Ludwig-Maximilians-Universität München eingeschrieben – entdeckte er in den Vorlesungen des damals bedeutenden Nationalökonomen Lujo Brentano sein Interesse an Volkswirtschaftslehre. Er studierte diese auch an den Universitäten Leipzig, Berlin und Kiel sowie an der Sorbonne in Paris. Zum Sommersemester 1898 kehrte er an seine Heimatuniversität Kiel zurück und schloss seine Studien dort mit der Promotion (1900 beim Staatswissenschaftler Wilhelm Hasbach mit einer Arbeit zum Thema Der theoretische Gehalt des englischen Merkantilismus) ab. Da es in Kiel wie in zahlreichen anderen Universitäten des Kaiserreiches noch keine gesonderte staatswissenschaftliche Fakultät gab, wurde Schacht zum Doktor der Philosophie (Dr. phil.) promoviert. Während seine Dissertation das Prädikat valde laudabile („sehr lobenswert“) erhielt, fiel die Gesamtnote weniger gut aus, weil in der mündlichen Prüfung neben Volkswirtschaft und Staatswissenschaft auch das Pflichtfach Philosophie geprüft wurde, in dem Schacht nach eigenen Angaben nahezu völlig versagte.
Nachdem Schacht in der Privatwirtschaft Fuß gefasst hatte und gut verdiente, heiratete er 1903 Bertha Emma Clara Luise Sowa (1874–1940), die Tochter eines Kriminalkommissars. 1903 wurde die Tochter Inge geboren (sie heiratete Hilger van Scherpenberg), 1910 der Sohn Jens Hjalmar († 1945). 1938 trennte sich das Paar aus teilweise politischen Gründen, weil Luise sich immer mehr zu einer Nationalsozialistin entwickelt hatte, Schacht dagegen mehr und mehr in Konflikt mit Hitler geriet. 1940 starb die schwerkranke Luise. Am 6. März 1941 heiratete Schacht die dreißig Jahre jüngere Mauzika „Manci“ Vogler (1907–1999), mit der er die Töchter Cordula und Konstanze hatte.
Schacht war in seinen jüngeren Jahren ein ausgesprochener Freigeist, der sich nicht um bürgerliche Konventionen kümmerte. Er war literarisch und künstlerisch gebildet und von liberaler Weltanschauung. Er betrachtete die Religionsausübung als Privatsache. Am 3. Juni 1906 wurde er Mitglied der Freimaurerloge Urania zur Unsterblichkeit in Berlin. Auch nach der zwangsweisen Auflösung der Freimaurerlogen im Dritten Reich bekannte er sich öffentlich zum Freimaurertum. Hier erklärte er 1914, die deutsche Freimaurerei habe niemals irgendwelchen überspannten nationalistischen Empfindungen Raum gegeben, weshalb sie berechtigt sei, auszusprechen, dass ein Untergang der deutschen Kultur nicht nur der deutschen Freimaurerei, sondern der gesamten Freimaurerei Abbruch tun würde. 1933 erklärte er zur Rolle der Freimaurerei, dass diese die Verpflichtung habe, die gewaltigen Zeiterlebnisse (gemeint war die „nationalsozialistische Revolution“) in Geist und Herz der Volksgenossen zu vertiefen. Seine erneute Aufnahme in eine Freimaurerloge (1949 Zur Brudertreue an der Elbe in Hamburg) war angesichts seiner Bedeutung für den Aufstieg des Nationalsozialismus und des damit verbundenen Verbots der Freimaurer nicht unproblematisch.

### Tätigkeit in der Privatwirtschaft
Ab 1900 war er Assistent an der „Zentralstelle zur Vorbereitung von Handelsverträgen“ und von 1901 bis 1903 Geschäftsführer des Handelsvertrags-Vereins. Ab 1903 nahm er Aufgaben als Leiter des Archivs bzw. des volkswirtschaftlichen Büros der Dresdner Bank wahr, bei der er von 1908 bis 1915 als stellvertretender Direktor angestellt war. In den ersten Jahren des Ersten Weltkrieges leitete er als Dezernent der Bankabteilung des Generalgouvernements Belgien im besetzten Brüssel die Errichtung der Notenbank und die Finanzierung der belgischen (Zwangs‑)Kontributionen ein.
Von 1915 bis 1922 war Schacht Vorstandsmitglied der Nationalbank für Deutschland und nach deren Fusion mit der Darmstädter Bank für Handel und Industrie bis 1923 Vorstandsmitglied der Darmstädter und Nationalbank KGaA.
Im Alter von 39 Jahren hatte Schacht bereits den Gipfelpunkt einer Bankierskarriere erreicht. Er verkehrte auf Augenhöhe mit den angesehensten Großunternehmern jener Jahre, wie z. B. Albert Ballin oder August Thyssen.
In einem Gutachten vom 26. August 1914 zeigte er sich als Anhänger eines harten Siegfriedens gegen Frankreich. Er wollte Frankreich eine Kriegsentschädigung von 40 Milliarden Goldmark auferlegen. Er dachte dabei an die Auslieferung des französischen Auslandsvermögens in den Staaten der Mittelmächte, in Österreich-Ungarn, der Türkei, den Niederlanden und Skandinavien sowie an die hohen französischen Auslandsanleihen.

### Hyperinflation und Reichsbank
Vom 12. November 1923 bis zu seiner am 22. Dezember 1923 erfolgten Ernennung zum Präsidenten der Reichsbank war er Reichswährungskommissar und wirkte maßgeblich an der Einführung der Rentenmark (15. November 1923) mit, mit der es gelang, die Hyperinflation zu beenden.
Daneben wurde er am 7. April 1924 Aufsichtsratsvorsitzender der auf seinen Vorschlag zur Unterstützung der Konvertibilität der Reichsmark gegründeten Deutschen Golddiskontbank. Im gleichen Jahre nahm er an den Beratungen der Sachverständigen für Reparationsfragen sowie an der Londoner Konferenz teil und wirkte an der Dawes-Anleihe mit. 1929 war Schacht Leiter der Delegation zur Reparations-Sachverständigenkonferenz in Paris.
Die Forderung von Schacht an die deutschen Banken, die Börsenkredite zu vermindern, löste am 13. Mai 1927 an der Börse Berlin einen Schwarzen Freitag aus: Der Aktienindex des Statistischen Reichsamtes brach an diesem Tag um 31,9 Prozent ein.
Im November 1918 gehörte Schacht zu den Mitbegründern der (links‑)liberalen Deutschen Demokratischen Partei, aus der er im Mai 1926 austrat. Danach wandte er sich – vor allem wegen der in seinen Augen zu großzügigen Ausgabenpolitik der Weimarer Koalitionsparteien SPD, DDP und Zentrum – immer mehr rechtskonservativen Kräften zu. Seine Kritik am Kurs der DDP-Parteiführung bezüglich ihrer Haltung zum u. a. von SPD und KPD unterstützten Volksentscheid zur entschädigungslosen Enteignung der deutschen Fürstenhäuser (der im Juni 1926 nicht das nötige Quorum erreichte und damit scheiterte) war der Anlass seines Parteiaustritts. Die Parteispitze hatte – im Unterschied zu anderen Parteien – keine Wahlempfehlung abgegeben, sondern ihren Mitgliedern und Anhängern freigestellt, die Fürstenenteignung zu unterstützen oder abzulehnen.
Von Februar bis Juni 1929 leitete Schacht die deutsche Delegation bei den internationalen Pariser Expertenberatungen, die unter dem Vorsitz des amerikanischen Bankiers Owen D. Young einen endgültigen Zahlungsplan für die deutschen Reparationsverpflichtungen erstellen sollten, den Youngplan. Gemeinsam mit seinem Kollegen, dem Schwerindustriellen Albert Vögler, hoffte er, durch umfangreiches Zahlenmaterial und ökonomische Analysen nachzuweisen, dass Deutschland recht wenig würde zahlen können. Das Vereinigte Königreich und Frankreich hatten sich aber vorab darauf geeinigt, dass sie jährlich umgerechnet etwa zwei Milliarden Reichsmark benötigten, um ihre interalliierten Kriegsschulden bei den Vereinigten Staaten bedienen zu können und noch einen Überschuss zum Aufbau der im Ersten Weltkrieg verwüsteten Gebiete zu behalten. Schacht bot dagegen nur umgerechnet 1,37 Milliarden, unter der Voraussetzung, dass Deutschland seine Kolonien zurückerhielt, die es im Friedensvertrag von Versailles hatte abgeben müssen. Die Expertenberatungen standen kurz vor dem Scheitern, doch die Reichsregierung unter dem Sozialdemokraten Hermann Müller (SPD) wies Schacht an nachzugeben. Ohne eine Neuregelung hätte sie die deutlich höheren Annuitäten des Dawes-Plans zahlen müssen; außerdem drohten Kreditabzüge aus dem Ausland. Schacht fügte sich, lehnte in der Folge aber jede Verantwortung für den Young-Plan ab, den er für nicht erfüllbar hielt. Im Oktober 1929 nahm Schacht an einer weiteren Expertenkommission teil, die die Gründung der Bank für Internationalen Zahlungsausgleich (BIZ) vorbereitete. Über sie sollte der Transfer der Reparationen abgewickelt werden.
Als bei den folgenden Regierungskonferenzen in Den Haag die deutschen Zahlungsbedingungen noch weiter verschlechtert wurden und die Reichsregierung nicht die strikten Sparmaßnahmen verhängte, die er zur Erfüllung des Young-Plans für unumgänglich hielt, trat er im März 1930 als Reichsbankpräsident zurück. Sein Nachfolger wurde der ehemalige Reichskanzler Hans Luther. In der Folge widmete er sich drei Jahre lang der Bewirtschaftung des 555 ha großen Landguts Gühlen bei Lindow, das er den Erben des Grafen Friedrich Botho zu Eulenburg, respektive dann einer Handelsgesellschaft abgekauft hatte. Politisch rückte er in dieser Zeit immer stärker an die nationalistischen und nationalsozialistischen Feinde der Weimarer Republik heran und trat der Gesellschaft zum Studium des Faschismus bei. 1930 wurde er Mitglied der Gesellschaft der Freunde.
Zu Schachts engsten Freunden zählte Paul Reusch, den er 1931 näher kennenlernte. Schacht war häufig Gast auf Reuschs Schloss Katharinenhof. Direkt nach seiner Freilassung aus dem Nürnberger Gefängnis fuhr Schacht zu Reusch auf den Katharinenhof. Reusch sammelte 1949 Geld für Schachts Anwaltskonto.

### Nationalsozialismus

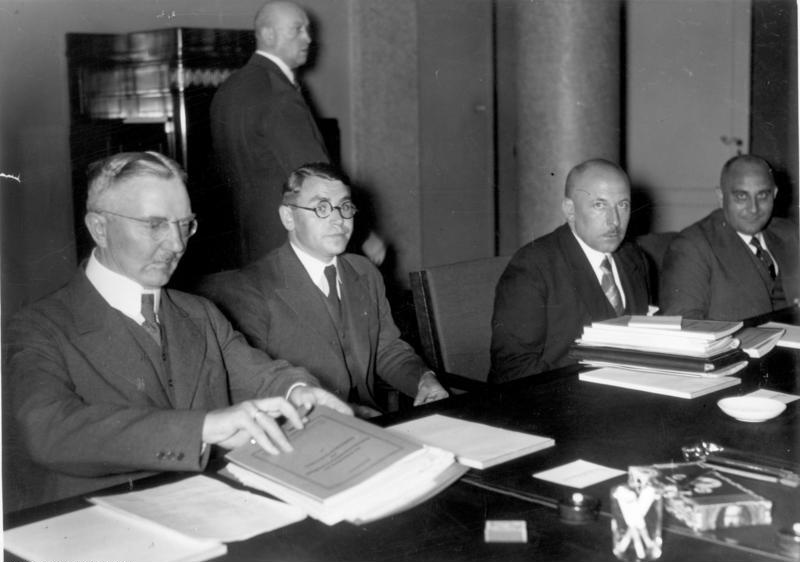
Sitzung der Transferkommission in der Reichsbank, von links Schacht, Blessing, Puhl und Wedel (27. April 1934)

Durch Vermittlung von Emil Georg von Stauß lernte er im Dezember 1930 Hermann Göring kennen. Am 5. Januar 1931 traf er bei einem gemeinsamen Essen auf Hermann Göring, Joseph Goebbels und Adolf Hitler, von letzterem war er tief beeindruckt. Im Oktober 1931 hielt Schacht eine aufsehenerregende Rede auf dem Treffen der NSDAP, der DNVP und des Stahlhelms in Bad Harzburg (Harzburger Front), in der er die Geldpolitik der Reichsbank polemisch angriff. 1932 begann Schacht, die NSDAP zu unterstützen, ohne jedoch bis zu diesem Zeitpunkt in die Partei einzutreten. Er wurde Mitglied des Keppler-Kreises, der 1933 in den Freundeskreis Reichsführer SS umgewandelt wurde. Schacht war einer der Unterzeichner der Eingabe von zwanzig Industriellen, Bankiers und Großagrariern an Paul von Hindenburg mit der Aufforderung, Hitler zum Reichskanzler zu ernennen. Diese Eingabe hatte keinen sofortigen Erfolg. Hindenburg ernannte statt Hitler zunächst Kurt von Schleicher zum Reichskanzler.
1930 erklärte er in einer Ansprache vor dem Wirtschaftsbeirat der BVP, dass die NSDAP-Wähler mit ihrer Wahlentscheidung „einen lebendigen Protest gegen die innere und äußere Einschnürung unseres Lebensraumes und ein Zeichen ihres Willens zum Leben zum Ausdruck bringen wollten“. Laut Kopper verstand Schacht unter dem Begriff „Lebensraum“ jedoch nicht wie Hitler ein Kontinentalimperium in Osteuropa, sondern die Möglichkeit, deutsche Güter ohne Schutzzollbarrieren zu exportieren.
Nach Schleichers Scheitern wurde Hitler Reichskanzler. Er ernannte Schacht am 17. März 1933 erneut zum Präsidenten der Reichsbank. Er erhielt noch größere Vollmachten und Kompetenzen im Vergleich zur Weimarer Republik. Er erhielt von Hitler zahlreiche Sondervollmachten, und ihm unterstand von nun an auch die Bankenpolitik. Schacht konnte auch an allen Kabinettssitzungen teilnehmen und verhindern, dass Gesetzentwürfe ohne seine vorherige Stellungnahme angenommen wurden.
Schacht half in dieser Position, mit den Mefo-Wechseln die Aufrüstung der Wehrmacht zu finanzieren. Im gleichen Jahr einigten sich Reichsbankpräsident Schacht, der Hitler-Vertraute Hermann Göring und Reichswehrminister Werner von Blomberg auf den Finanzrahmen für diese Aufrüstung: 35 Milliarden Reichsmark, verteilt über acht Jahre. Dabei sollten vier Jahre für den Aufbau der Verteidigungskapazität genutzt werden und weitere vier Jahre für die Schaffung einer Offensivarmee. Schacht sagte Hitler die Unterstützung der Aufrüstung ohne jede Einschränkung zu. Als Hitler ihn fragte, welchen Betrag die Reichsbank für die Aufrüstung und die Arbeitsbeschaffung zur Verfügung stellen könnte, antwortete Schacht: „Jeden Betrag, mein Führer“. Ein kreditpolitischer Blankoscheck, den er später bereuen sollte. Er war sogar bereit, einen Zusammenbruch der Währung für die Aufrüstung in Kauf zu nehmen. Über den Kapitalmarktausschuss der Reichsbank konnte Schacht Einfluss auf industrielle Großinvestitionen nehmen. Es erhielten nur solche Unternehmen die Erlaubnis zur Kapitalerhöhung, die direkt oder indirekt an der Aufrüstung beteiligt waren. Beim Nürnberger Prozess behauptete Schacht, er hätte Hitler das Geld nie gegeben, wenn ihm die Verwendung für die Aufrüstung bekannt gewesen wäre.
Schacht besuchte mehrfach auf Einladung der NSDAP den Reichsparteitag in Nürnberg und spendete nennenswerte Geldbeträge an die SA. Am 30. Januar 1937 wurde ihm und den übrigen Reichsministern von Hitler zum vierten Jahrestag der Machtergreifung das Goldene Parteiabzeichen der NSDAP verliehen. Damit war Schacht Mitglied der NSDAP (Mitgliedsnummer 3.805.230), was er nach dem Ende des Nationalsozialismus bestritt. Schacht zahlte einen jährlichen Mitgliedsbeitrag von 1000 Reichsmark. Er war 1937 und 1938 – zum Teil auch mit ausländischen Gästen – auf vielen Fotos von offiziellen Anlässen mit dem Parteiabzeichen der NSDAP zu sehen.
Schacht war Mitglied in der nationalsozialistischen Akademie für Deutsches Recht. Er gehörte dem Vorstand der Deutschen Kolonialgesellschaft an und war von 1933 bis 1946 Senator der Kaiser-Wilhelm-Gesellschaft.
Am 30. Juli 1934 wurde Schacht Nachfolger von Kurt Schmitt als Reichswirtschaftsminister (bis November 1937), von Mai 1935 bis November 1937 war er zugleich Generalbevollmächtigter für die Kriegswirtschaft.
Als Reichswirtschaftsminister setzte er im September 1934 eine als Neuer Plan bezeichnete Gesetzgebung in Kraft. Mit ihr sollte der Devisennot durch eine drastische Beschränkung der Einfuhren und durch Förderung bilateraler Handels- und Verrechnungsabkommen begegnet werden. Im November 1937 trat Schacht von seinem Amt als Wirtschaftsminister zurück, weil er sich mit seinen wirtschaftspolitischen Vorstellungen nicht durchsetzen konnte. Schacht hatte große Bedenken gegen die Autarkiepolitik des Dritten Reiches. Im Falle der Synthese von Benzin aus Kohle kritisierte er die Unwirtschaftlichkeit des Verfahrens, im Fall des Vorhabens, Eisenerz nur aus deutschen Erzlagern zu decken, die geringe Qualität des deutschen Eisenerzes, was eine Autarkie unmöglich machen würde. Für Schacht war die Autarkiepolitik größtenteils Verschwendung von Ressourcen. Hermann Göring griff bei seiner Verfolgung des Vierjahresplans zudem ständig in die Kompetenzen des Wirtschaftsministers ein, ohne dass Hitler dem Einhalt geboten hätte. Auf Hitlers Wunsch blieb Schacht – einflussloser – Reichsminister ohne Geschäftsbereich, bis Hitler ihn 1943 auch aus diesem Amt entließ.
Im Dezember 1938 führte Schacht in London mit George Rublee, dem Direktor des Intergovernmental Committee on Refugees, Verhandlungen über die Aussiedlung von Juden (Rublee-Wohlthat-Plan). Mit Wirkung vom 20. Januar 1939 wurde er von Hitler wegen seiner Kritik an der Rüstungs- und Finanzpolitik aus dem Amt des Reichsbankpräsidenten entlassen.
Drei Tage nach dem Attentat vom 20. Juli 1944 wurde Schacht von der Gestapo festgenommen, weil er angeblich Kontakt zu den Attentätern gehabt hatte. Nach vier Monaten im Berliner Gestapo-Gefängnis wurde er in den Konzentrationslagern Ravensbrück und Flossenbürg interniert. Am 8. April 1945 wurde er ins KZ Dachau verlegt. In den letzten Kriegstagen gehörte er zu den 141 Sonder- und Sippenhäftlingen, die von der SS von Dachau in die „Alpenfestung“ nach Niederdorf in Südtirol transportiert wurden, wo am 30. April 1945 die Befreiung der SS-Geiseln in Südtirol erfolgte.

### Kriegsverbrecherprozesse nach 1945

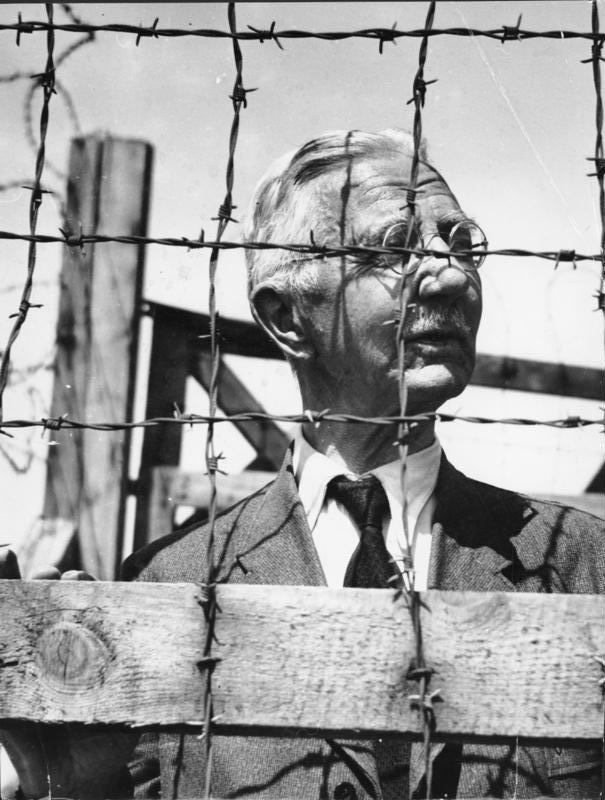
Hjalmar Schacht in einem alliierten Internierungslager (1945)

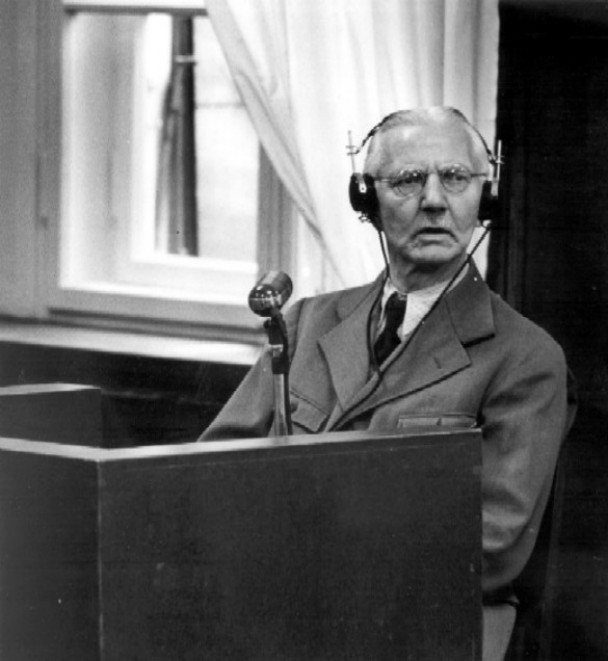
Hjalmar Schacht am 21. Juli 1947 in Nürnberg als Zeuge im Flick-Prozess

Beim Nürnberger Hauptkriegsverbrecherprozess, der zwischen Oktober 1945 und Oktober 1946 stattfand, wurde er unter anderem beschuldigt, „Verbrechen gegen den Frieden“ begangen zu haben. Schacht plädierte auf nicht schuldig und führte an, dass er bis zum Kriegsbeginn alle Machtbefugnisse bereits verloren hatte. Sein als Zeuge geladener Weggefährte Hans Gisevius sagte zu seinen Gunsten aus. Weiter sagte Wilhelm Vocke, Mitglied des Direktoriums der Reichsbank von 1919 bis 1939, als Zeuge der Verteidigung aus. Schacht wurde 1946 von dem Gericht freigesprochen.
Der US-Psychologe Gustave M. Gilbert untersuchte alle Angeklagten der Reichsregierung und des Militärs auf ihre Intelligenz hin; er attestierte Schacht einen IQ von 143, den höchsten Intelligenzquotienten unter den Angeklagten.
Schacht wurde wenige Tage nach seinem Freispruch auf Weisung der Landesregierung von Württemberg-Baden mit der Begründung, als ehemaliger Reichsbankpräsident und Reichswirtschaftsminister habe er zu den Führungspersönlichkeiten des „Dritten Reiches“ gehört, festgenommen. 1947 verurteilte ihn (nach Protesten aus der Bevölkerung) die Entnazifizierungs-Spruchkammer in Stuttgart als „Hauptschuldigen“ zu acht Jahren Arbeitslager nahe Ludwigsburg. 1948 legte er Berufung ein; im September 1948 wurde er als „Entlasteter“ freigesprochen und freigelassen. Noch im selben Jahr veröffentlichte er seine Schrift Abrechnung mit Hitler.

### In der Bundesrepublik Deutschland

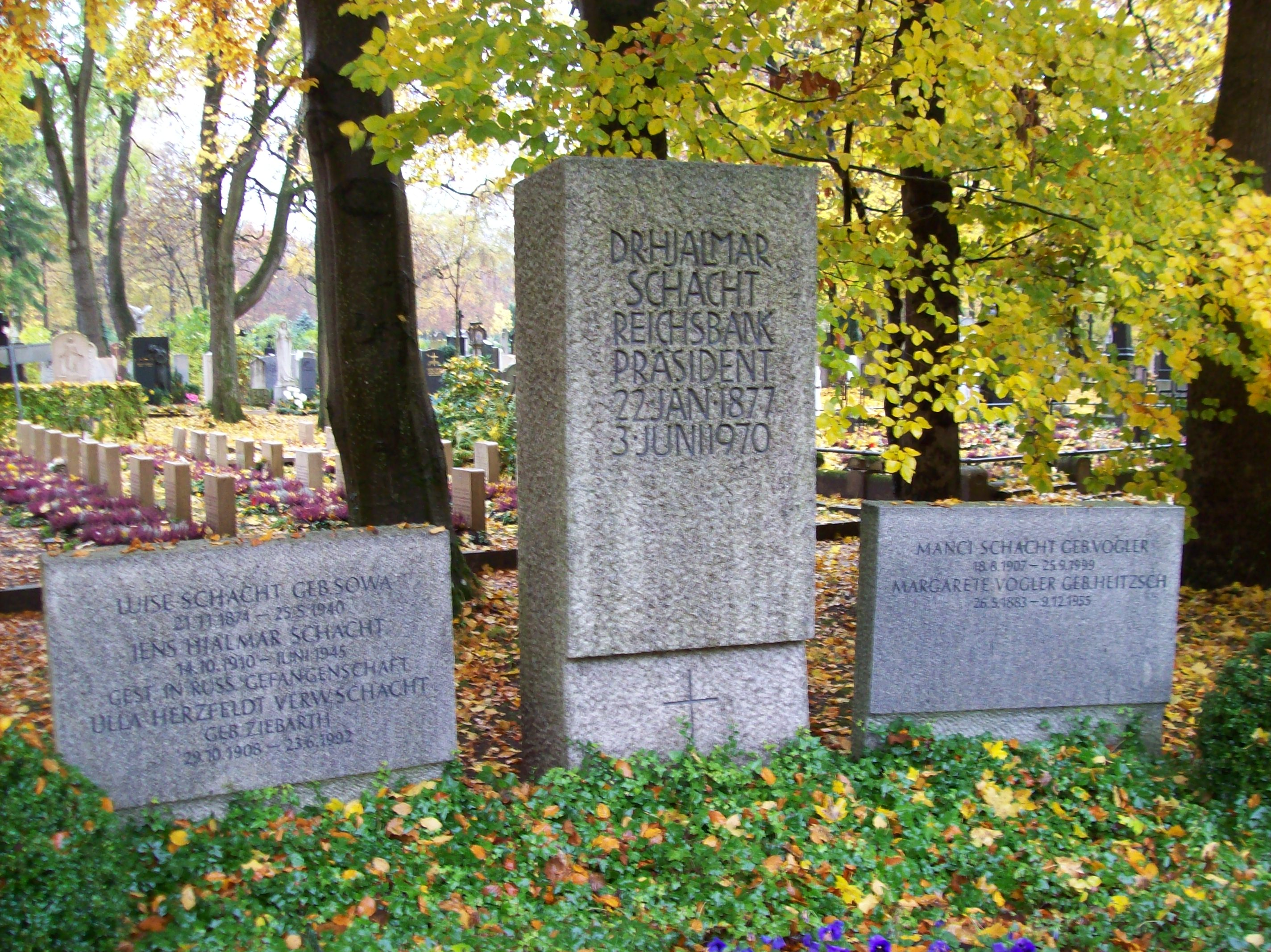
Grabstätte der Familie Schacht im Ostfriedhof München

Schacht befürwortete ähnlich wie John Maynard Keynes eine kontrollierte Geldschöpfung durch die Notenbank, um deflationäre Tendenzen zu bekämpfen und Arbeitsprogramme zu finanzieren.
1953 veröffentlichte er seine Autobiographie 76 Jahre meines Lebens, in der er unter anderem auf sein Verhältnis zu Hitler einging. Hitler soll Schacht gegenüber immer sehr höflich und zugänglich gewesen sein, während sich Schachts Verhältnis zu Göring stetig verschlechtert habe, je offener er Görings zügelloser Wirtschaftspolitik widersprach, was letztlich auch zu seiner Entlassung als Reichswirtschaftsminister geführt habe. 
1953 gründete Schacht in Düsseldorf die Deutsche Außenhandelsbank Schacht und Co., die er bis 1963 vertrat. In den 1950er und 1960er Jahren war er als finanzpolitischer Berater unter anderem in Westafrika und im Nahen Osten, vor allem aber in Brasilien und Indonesien tätig. Die dortigen Regierungen griffen besonders bei der Bekämpfung der galoppierenden Inflation auf Schachts Fachwissen zurück. In der deutschen Öffentlichkeit trat er bis zu seinem Tod als Kritiker expansiver Finanzpolitik und überhöhter staatlicher Verschuldung auf.
In den 1960er Jahren wurde er Mitglied der rechtsextremen Gesellschaft für freie Publizistik. 1967 hielt Schacht ein wirtschaftspolitisches Referat auf dem Parteitag der nationalistischen Sammlungsbewegung Aktionsgemeinschaft Unabhängiger Deutscher (AUD), die später in den Grünen aufging. In seinem Buch 1933. Wie eine Demokratie stirbt aus dem Jahr 1968 legte er seine Ansichten zum Scheitern der Weimarer Republik dar.
Hjalmar Schacht wurde nach seinem Tod 1970 auf dem Ostfriedhof in München bestattet (Gräberfeld #55).

## Ehrungen
- 1926: Ehrenmitglied des Archäologischen Instituts des Deutschen Reiches[33]

## Schriften
- 1926: Die Reichsgesetzgebung über Münz- und Notenbankwesen.
- 1926: Die Stabilisierung der Mark (engl. 1927: The Stabilisation of the Mark, London: Allen & Unwin).
- 1926: Die Politik der Reichsbank.
- 1926: Neue Kolonialpolitik.
- 1927: Eigene oder geborgte Währung.
- 1930: Nicht reden, handeln! Deutschland, nimm Dein Schicksal selbst in die Hand!
- 1931: Das Ende der Reparationen.
- 1931: Das wirtschaftliche Deutschland und das Ausland.
- 1932: Grundsätze deutscher Wirtschaftspolitik.
- 1933: Zins oder Dividende? – Eine Frage an die Welt.
- 1935: Deutschland und die Weltwirtschaft.
- 1935: Die deutsche Aktienrechtsreform.
- 1936: Deutschlands Kolonialproblem.
- 1938: „Finanzwunder“ und „Neuer Plan“.
- 1948: Abrechnung mit Hitler.
- 1949: Mehr Geld, mehr Kapital, mehr Arbeit.
- 1953: 76 Jahre meines Lebens[34] (mit Hans Rudolf Berndorff als Ghostwriter[35]).
- 1956: Kreditpolitik und Exportfinanzierung von morgen.
- 1957: Kapitalmarkt-Politik.
- 1957: Kleine Bekenntnisse aus 80 Jahren (Sammlung eigener Gedichte im Privatdruck).
- 1960: Schluss mit der Inflation.
- 1961: Diplomatische Währungspolitik.
- 1965: In Sorge um die Deutsche Mark.
- 1966: Magie des Geldes.
- 1968: 1933. Wie eine Demokratie stirbt.
- 1968: Der theoretische Gehalt des englischen Merkantilismus.
- 1970: Die Politik der Deutschen Bundesbank.